# Mejdan v Las Vegas
Mejdan v Las Vegas (v anglickém originále What Happens in Vegas) je americká filmová romantická komedie z roku 2008 v hlavních rolích s Cameron Diaz a Ashtonem Kutcherem. Původní název filmu je založen na marketingové frázi „Co se stane ve Vegas, zůstane ve Vegas“.

## Děj
Newyorskou makléřku Joy McNallyovou přede všemi na její utajené narozeninové party opustí její snoubenec. Ve stejnou dobu je tesař Jack Fuller propuštěn z práce svým vlastním otcem Jackem starším. Oba jsou emocionálně zničení, a tak se se svými nejlepšími přáteli Tipper a Haterem vydají na výlet do Las Vegas. Joy a Jack se náhodně potkají, když kvůli počítačové chybě dostanou stejný hotelový pokoj. Poté, co je jejich problém vyřešen a dostanou jako omluvu lepší pokoje a kupony do různých klubů, jdou na party spolu a pijí alkohol a nakonec se vezmou. Druhý den ráno si uvědomí, že to byla chyba a rozhodnou se pro rozvod.
Než to udělají, Jack použije čtvrťák od Joy v hracím automatu a vyhraje 3 miliony dolarů. Joy mu potom připomene, že jsou manželé, takže polovina peněz náleží jí. Pár se potom vrátí do New Yorku, kde se pokusí rozvést. Soudce ale rozhodne, že se pár nemůže rozvést, dokud se spolu nepokusí žít šest měsíců, během nichž budou chodit na sezení s manželskou poradkyní. Když na manželství zapracují, ale stejné se budou chtít po šesti měsících rozvést, oba si budou moci ponechat polovinu peněz. Když některá ze stran nebude spolupracovat, peníze budou zadrženy.
Oba se potom snaží přelstít toho druhého. Jack například Joy řekne, že je jejich sezení u poradkyně zrušeno, aby dokázal, že se Joy nesnaží. Ta zase zve do bytu ženy a zkouší tak přimět Jacka, aby ji podvedl. Jack také vrátí Joyinu bývalému snoubenci Masonovi zásnubní prsten, aniž by to Joy tušila. Postupně ale přijdou na to, že se vzájemně přitahují a brzy zjistí, že díky tomu, že jsou spolu, vystoupily na povrch i lepší stránky jich samých.
Během cesty na slyšení, kde se má rozhodnout, co se udělá s penězi, Joy uvidí Masona a ten jí řekne, že ji chce zpět a dá jí zpět jejich zásnubní prsten. Joy tak přijde na to, že Jack chtěl, aby se vrátila k Masonovi a jemu by tak zůstaly peníze. Joy jde ale na slyšení. Tam jejich manželská poradkyně vypoví, že se skutečně pokusili pracovat na manželství, a tak soudce rozhodne, že oba dostanou 1,5 milionu dolarů. Joy řekne, že peníze nechce a předá Jackovi zásnubní prsten a oznámí mu, že po něm nechce už vůbec nic.
Při rozhovoru s rodiči Jack přijde na to, že se s Joy asi opravdu milovali. Když zjistí svou chybu, jde za Joyinou kamarádkou Tipper, aby zjistil, kde Joy je. Ta mu řekne, že Joy opustila svou práci a nikdo neví, kde je. Jack má tušení, že šla na pláž, o které mu říkala, na jediné místo, které ji činí opravdu šťastnou. Jack se jí zeptá, zda chce být jeho ženou (znovu) a ona odpoví ano. Joy mu řekne, že opustila práci a že neví, co bude dělat, na což on odpoví, že mají peněz dostatek.

## Obsazení
| Cameron Diaz      | Joy McNally Fuller       |
| Ashton Kutcher    | Jack Fuller, Jr.         |
| Rob Corddry       | Jeffrey „Hater“ Lewis    |
| Dennis Farina     | Richard „Dick“ Bangerová |
| Lake Bell         | Toni „Tipper“ Saxson     |
| Dennis Miller     | soudce Whopper           |
| Jason Sudeikis    | Mason                    |
| Michelle Krusiec  | Chong                    |
| Queen Latifah     | Dr. Twitchellová         |
| Treat Williams    | Jack Fuller, Sr.         |
| Deirdre O'Connell | paní Fullerová           |
| Zach Galifianakis | Dave                     |